# Scarabaeus satyrus
Scarabaeus satyrus är en skalbaggsart som beskrevs av Karl Henrik Boheman 1860. Scarabaeus satyrus ingår i släktet Scarabaeus och familjen bladhorningar. Inga underarter finns listade i Catalogue of Life.

## Bildgalleri

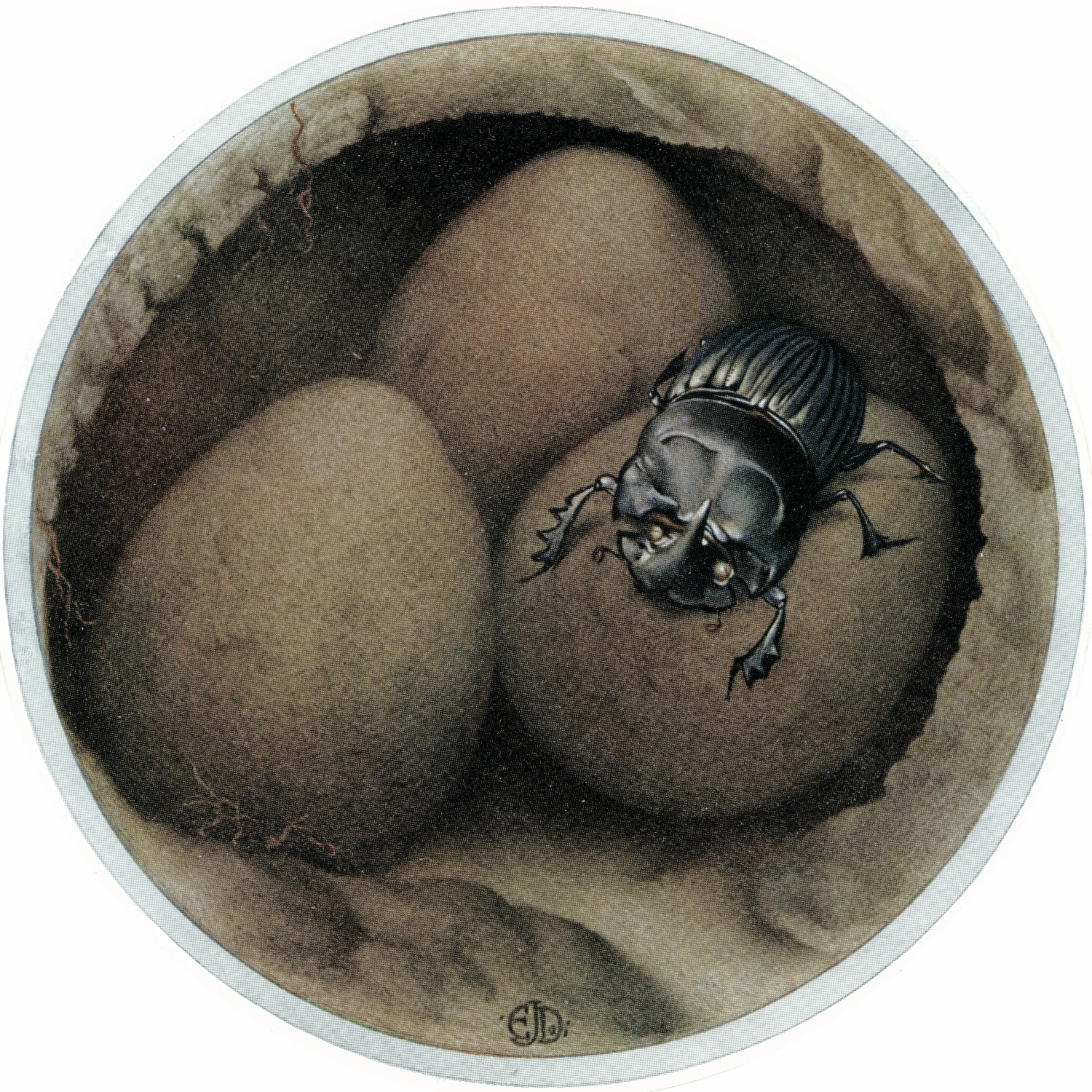